# Julius Kirwa
Julius Kirwa (né le 3 mai 1989 aux Nandi Hills) est un athlète kényan, spécialiste du 400 mètres.

## Biographie
Son meilleur résultat est de 46 s 23, réalisé au Chaoyang Sport Center de Pékin, le 15 août 2006. Il a remporté la médaille d'or du relais 4 × 400 m lors des Championnats d'Afrique d'athlétisme 2010 à Nairobi. Il avait été médaillé d'argent lors des Championnats du monde jeunesse à Marrakech, le 15 juillet 2005.
Il ne doit pas être confondu avec l'entraîneur du même nom (ancien coureur de 3 000 m steeple).

### Palmarès
| Date | Compétition                    | Lieu        | Résultat | Épreuve   | Performance   |
| ---- | ------------------------------ | ----------- | -------- | --------- | ------------- |
| 2005 | Championnats du monde jeunesse | Marrakech   | 2e       | 400 m     | 46 s 70       |
| 2007 | Championnats d'Afrique juniors | Ouagadougou | 1er      | 400 m     | 46 s 56       |
| 2010 | Championnats d'Afrique         | Nairobi     | 1er      | 4 × 400 m | 3 min 02 s 96 |

### Records
| Épreuve    | Performance | Lieu  | Date         |
| ---------- | ----------- | ----- | ------------ |
| 400 mètres | 46 s 23     | Pékin | 15 août 2006 |